# Дюрнштайн (замок)
Дюрнштайн (нім. Dürnstein) — руїни середньовічного замку в долині Вахау на Дунаї над містечком Дюрнштайн в Австрії.

## Історія

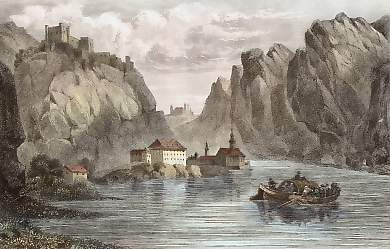
Руїни замку, малюнок 1842 р.

Кам'яний замок був побудований представниками династії фон Куенрінгерів в середині XII століття. Аззо фон Гобатсбург, засновник роду Куенрінгерів, придбав цю територію в монастиря Тегернзеє. Його онук Адмар звів на цьому місці кам'яний замок.
Місто Дюрнштайн і замок були пов'язані спільною оборонною стіною. Замок відігравав роль цитаделі.
Споруда знаменита тим, що саме тут більше року (з грудня 1192 по березень 1193 року) в якості бранця перебував король Річард I Левове Серце. Англійський монарх повертався з Третього хрестового походу, але був захоплений в полон (за ініціативою герцога Леопольда V, якого Річард I Левове Серце встиг принизити при взятті міста Акра). Пізніше Річарда із замку перевезли у володіння німецького імператора Генріха VI. Той зумів отримати від англійців гігантський викуп за короля.
У 1306 році вперше згадується каплиця, присвячена Івану Богослову. У 1588 році замок був реконструйований князем Штрайном фон Шварценау і перетворений на неприступну фортецю.
У 1645 році, на заключному етапі Тридцятилітньої війни замок захопили шведи, якими командував Леннарт Торстенсон. Залишаючи Дюрнштайн після укладення миру, шведи підірвали систему укріплень.
Після 1662 року в замку більше не розташовувався гарнізон, а стіни і башти ніхто не відновлював. Востаннє Дюрнштайн намагалися використовувати в якості фортифікаційної споруди під час чергової турецької навали.
Після 1679 року замок остаточно перетворився на руїни.
Вежа Штархембергварте, яку так люблять відвідувати туристи, була побудована над руїнами замку Дюрнштайн в 1882 році. Ініціатором став принц Камілло Стархемберг. Він же проклав за свої кошти зручну стежку на гору. Цей шлях зберігся до теперішнього часу і є важливою пам'яткою Вахау.

## Галерея

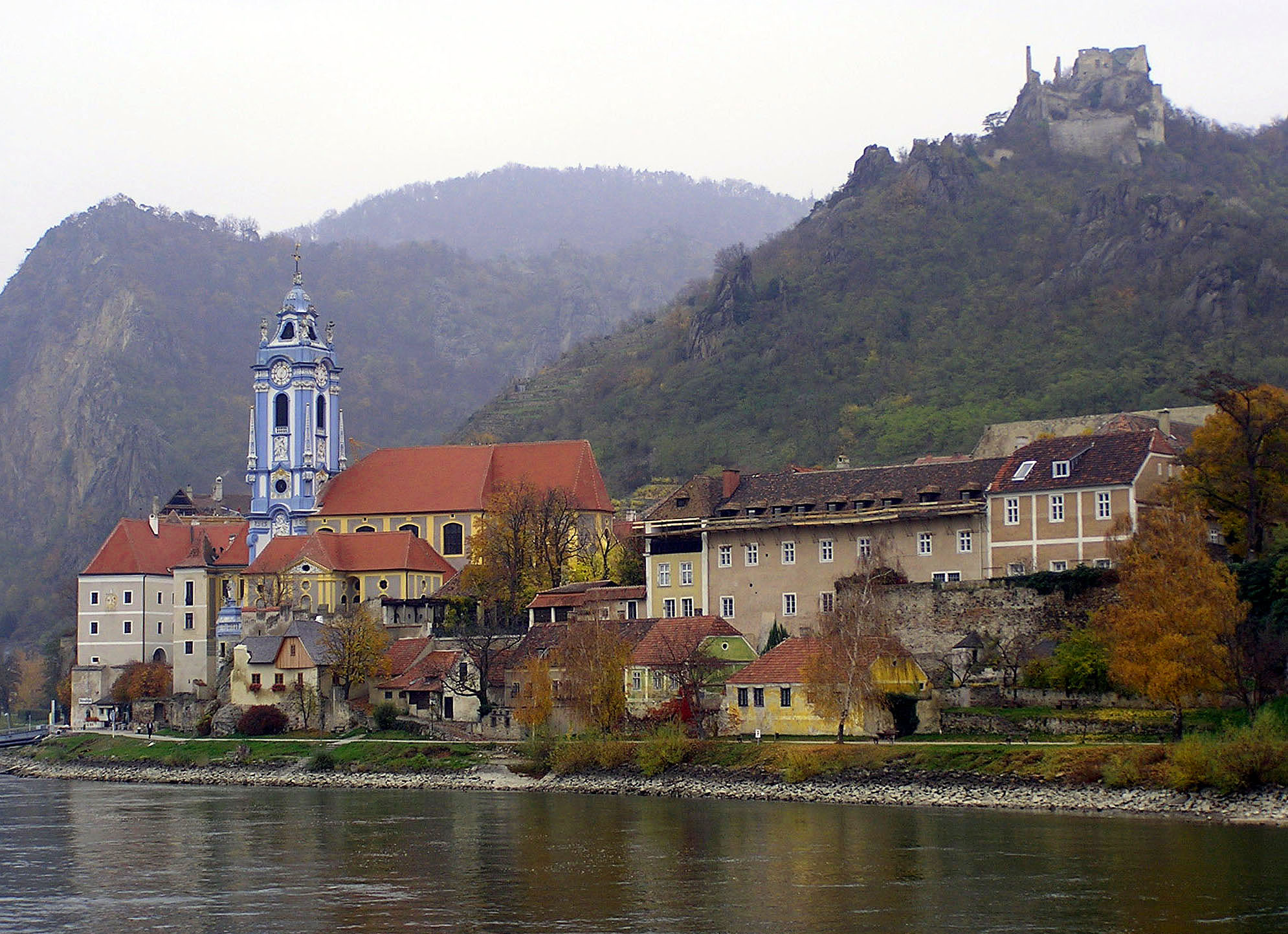
Руїни замку над містом Дюрнштайн
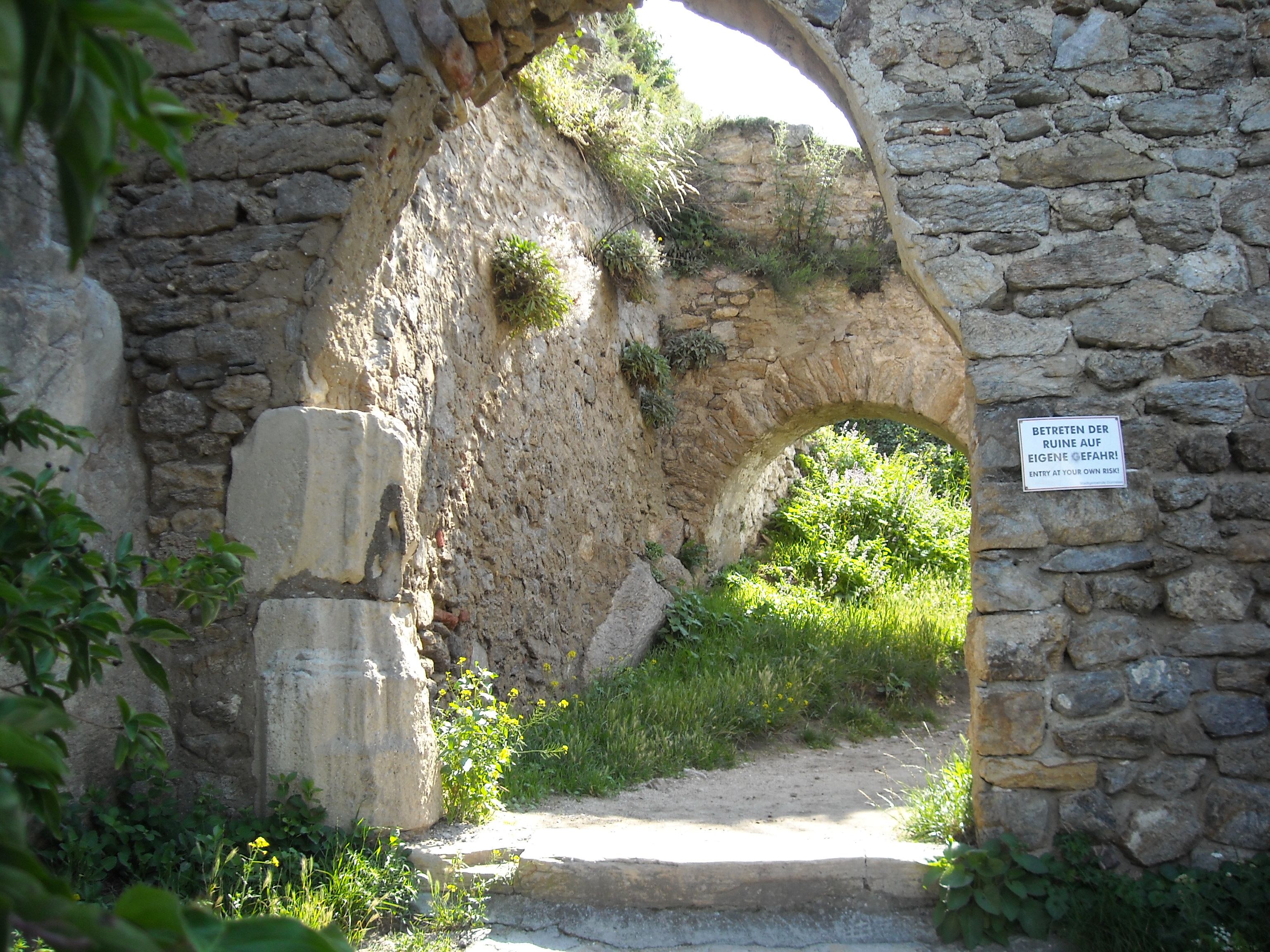
Руїни воріт, що ведуть до замку
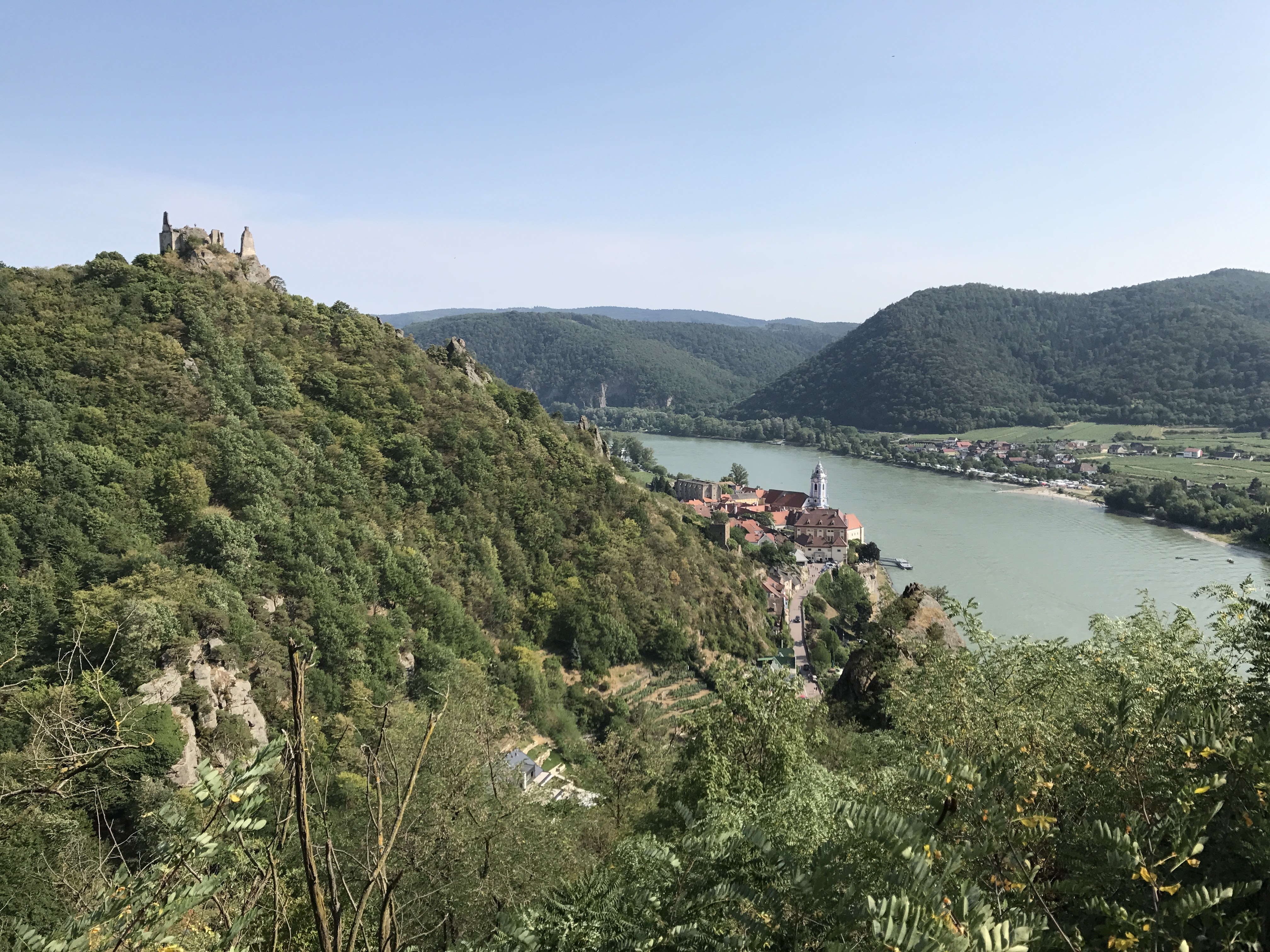
Вид на замок, Дунай і місто Дюрнштайн
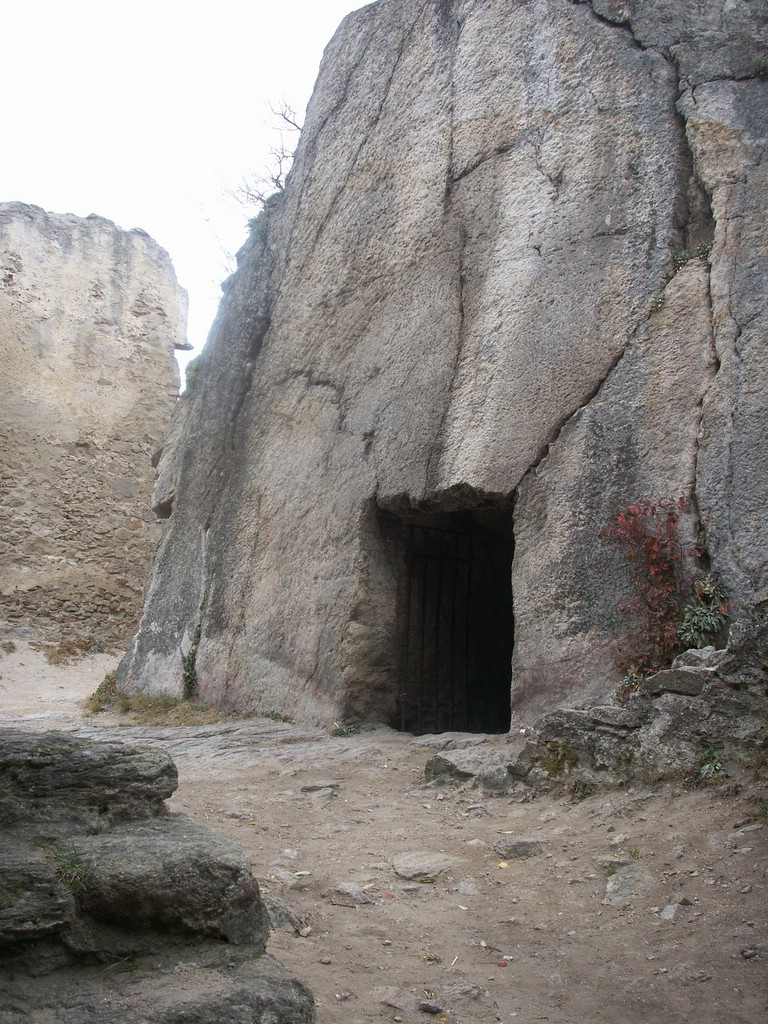
Усередині руїн замку
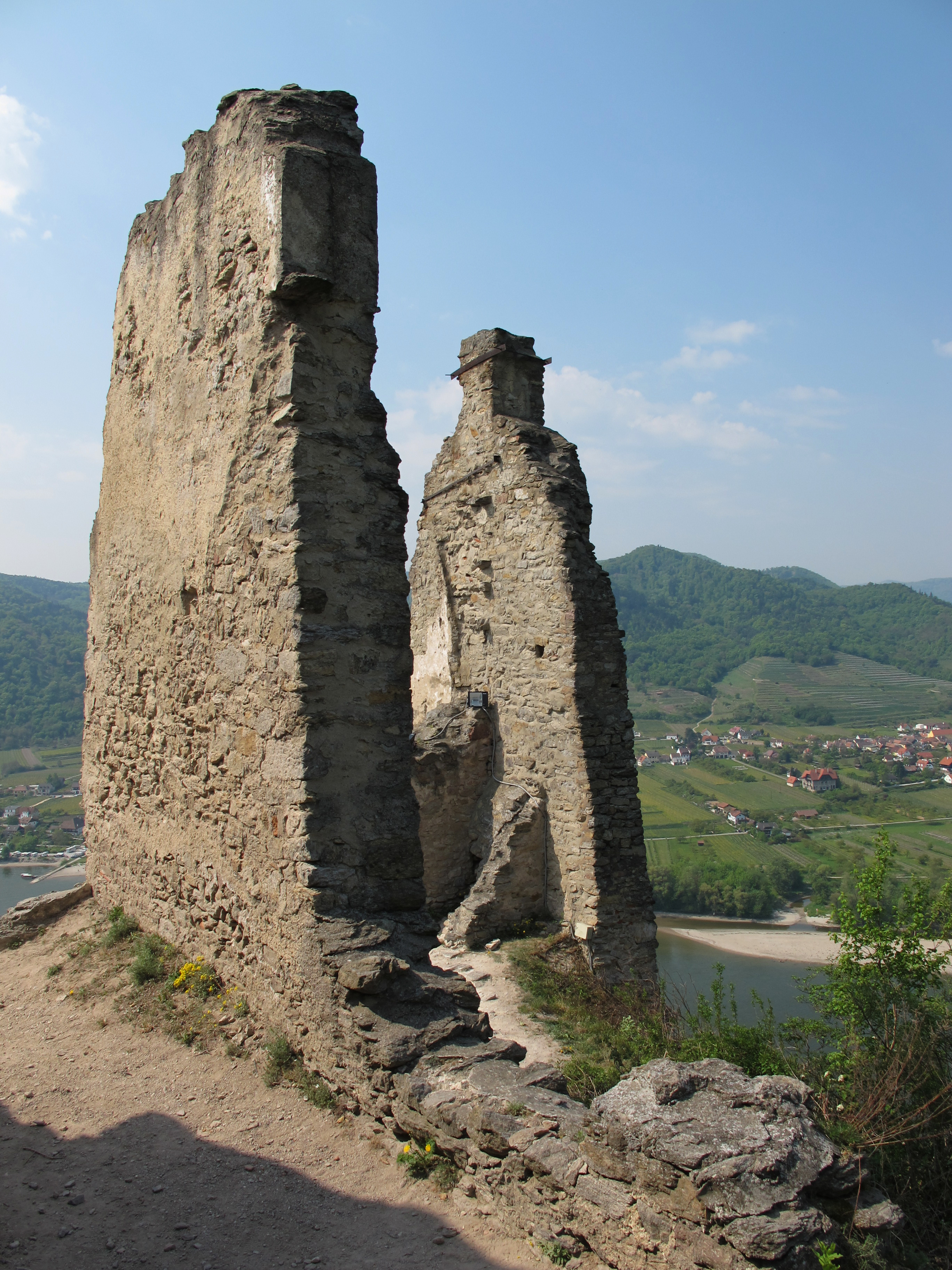
Руїни головної вежі замку